# Watch My Dance
«Watch My Dance» (укр. «Дивись на мій танець») — пісня співака Лукаса Йоркаса та Stereo Mike. Колектив представляв Грецію на Євробаченні 2011. Композитор — Янніс Христодулопулос, автор лірики — Елеана Врахалі.

## Історія релізу
Фрагмент пісні випущений телекомпанією ERT 9 лютого 2011 року разом з іншими піснями кандидатів національного відбору.
| Region | Date           | Label     | Format                      |
| ------ | -------------- | --------- | --------------------------- |
| Греція | 25 лютого 2011 | Minos EMI | радіо-ротація               |
| Кіпр   | 25 лютого 2011 | Minos EMI | радіо-ротація               |
| Греція | березень 2011  | Minos EMI | завантаження через інтернет |
| Кіпр   | березень 2011  | Minos EMI | завантаження через інтернет |

## Євробачення 2011
2 березня Йоркас виграв національний фінал і здобув можливість представити свою країну в Дюссельдорфі, де відбувся фінал Євробачення 2011. Виступивши у першому півфіналі конкурсу 10 травня, Лукас Йоркас посів 1 місце. У фіналі Євробачення він набрав 120 балів і зрештою посів 7 місце.